# Asylum Party
Asylum Party – francuski zespół z gatunku cold wave, założony w 1985 roku przez Thierry’ego Sobezyka (bas i wokal) i Philippe’a Planchona (gitara i wokal). Później szeregi zespołu zasiliła Pascale Macé (klawisze). 
Na koncie zespołu znajdują się trzy płyty długogrające: Picture One, Borderline i Mere. 
Asylum Party rozpadło się w 1990 roku.